# 抑鬱還是自私
《抑鬱還是自私》（羅馬化：Suem Sao Rue Rak Ao Tae Jai）是由一部真實故事改編的迷你劇集，為《星期五俱樂部》第16季之「熱戀問題」（Hot Love Issue）中的單元劇集。此劇由CHANGE2561出品，朱塔吾·帕塔拉剛普與琵姆普萊帕·唐普萊帕彭領銜主演。2024年4月5日起每週五晚間9時15分於泰國One 31台首播。

## 劇情簡介
時間讓Darin（琵姆普萊帕·唐普萊帕彭 飾）再次見到了同間公司的同事Chanon（朱塔吾·帕塔拉剛普 飾）。Darin非常高興，但她仍努力保持冷靜，因為Chanon是Darin暗戀已久的男人，但過去她不得不退縮，因為Chanon愛的是她的閨密Nadia（拉卡蒙·平洛吉拉緹 飾）。
當Darin知道Nadia已離開這個世界，她再次地接近Chanon，但他仍然生活得像Nadia在他身邊一樣。於是Darin願意改變自己以贏得Chanon的心......於是這個愛情故事就這樣發生了。
愛情被認為是每個人的共通點，人可以因為愛而改變自己的人生，好的變化和壞的變化都有。但根據研究指出，涉及愛情的「憂鬱症」是當今社會常見的疾病。而我們常常從患者難以與其他人共同生活的角度來看問題，使對方成為一個必須與憂鬱症患者共同生活的人。重要的是，當患者因為想利用疾病作為棋子而不想接受治療時，對方必須做他們想做的一切來安撫她們的情緒。。

## 演員陣容
註：括號內的演員姓名為小名。

### 主要演員
- 朱塔吾·帕塔拉剛普（March） 飾演 Chanon
- 琵姆普萊帕·唐普萊帕彭（Pim） 飾演 Darin

### 其他演員
- 拉卡蒙·平洛吉拉緹（Pim） 飾演 Nadia
- 納林緹普·彭帕塔拉薩坤（Fon） 飾演 Maew

## 外部連結
- MyDramaList上的《抑鬱還是自私》（英文）

## 電視節目的變遷
| 泰國 One 31 星期五 21:15－22:30               | 泰國 One 31 星期五 21:15－22:30              | 泰國 One 31 星期五 21:15－22:30 |
| --------------------------------------------- | -------------------------------------------- | ------------------------------- |
|                                               | 抑鬱還是自私 （2024年4月5日－2024年4月26日） |                                 |
| 交友APP的秘密 （2024年3月1日－2024年3月29日） | 年輕的愛情 （2024年5月3日－2024年5月31日）   |                                 |